# Anthracoidea blanda
Anthracoidea blanda är en svampart som beskrevs av Vánky & H. Alexander 2005. Anthracoidea blanda ingår i släktet Anthracoidea och familjen Anthracoideaceae.   Inga underarter finns listade i Catalogue of Life.